# Diffraktives optisches Element
Diffraktive optische Elemente (abgekürzt DOE) sind optische Elemente zur Formung eines Lichtstrahls, häufig in Form eines Laserstrahls. Das physikalische Prinzip ist die Beugung (auch Diffraktion genannt) an einem optischen Gitter.

## Funktionsweise
Diffraktive optische Elemente sind Glasträger, auf die durch Fotolithografie Mikrostrukturen aufgebracht werden. In ihnen kommt es durch unterschiedliche optische Weglängen der Teilstrahlen zu Phasenmodulationen, wodurch Interferenzmuster entstehen. Zusätzlich wird durch konstruktive und destruktive Überlagerung die Amplitude moduliert. So lassen sich durch geschickte Auslegung die Intensitätsmuster in einem Laserstrahl manipulieren. DOEs können zwei Aufgaben erfüllen: sie können einen Laserstrahl formen (englisch beam shaping) oder in mehrere Teilstrahlen zerlegen (engl. beam splitting).
Die Mikrostruktur im DOE kann den Strahl durch den Brechungsindex oder durch Höhenmodulation formen. Gute Bauelemente erreichen dabei Wirkungsgrade von 80–99 % und Transmissionsgrade von 95–99 %.

## Anwendungen
Diffraktive optische Elemente finden inzwischen zahlreich Anwendung in verschiedensten Bereichen, unter anderem in Fototechnik,  Medizin, Fahrzeugtechnik, Multimediabereiche, Bildverarbeitung, Lichtschnittmessung, sowie als Sicherheitstechniken bei Dokumentenpapieren. DOEs können  mittlerweile in solch hoher Qualität hergestellt werden, dass sie mit Hochleistungslasern für industrielle Anwendungen eingesetzt werden. Hier werden sie hauptsächlich zur Strahlformung und Strahlteilung eingesetzt.

### Medizin
Im Bereich der Linsenchirurgie des Auges (OP der Katarakt bzw. grauen Stars; refraktiver Linsentausch bei Alterssichtigkeit) werden Intraokularlinsen mit diffraktiven Optiken eingesetzt. Damit soll ein Sehen auf verschiedene Distanzen ermöglicht werden („Brillenunabhängigkeit“).
Durch eingeschliffene Ringe mit unterschiedlich hohen „Gitterzacken“ im Profil der Linse bzw. unterschiedlicher räumlicher Anordnung der diffraktiven Ringe werden unterschiedliche Nahpunkte zusätzlich zum Fernfokus erzeugt bzw. ein kontinuierlicheres Sehen von Ferne zumindest bis in den Intermediärbereich (PC-Arbeit). Letzteres wird z. B. durch ein sogenanntes Echelettegitter bewirkt. Linsen, die zum Fernpunkt noch Intermediärpunkt und Nahpunkt abbilden, werden Multifokallinsen genannt; Linsen, die von Fern bis Intermediär abbilden, werden als EDoF IOL („enhanced Depth of Focus“) bezeichnet.

### Fertigungstechnik
In der Fertigungstechnik werden DOEs an Stelle von konventionellen refraktiven Linsen eingesetzt, um die Intensitätsverteilung zu modulieren. Die normale Verteilung der Strahlintensität eines Laserstrahls über den Strahldurchmesser ist in etwa gleich dem einer Gauß’schen Glockenkurve. Dies ist für einige Fertigungsprozesse (z. B. Laserbohren) ungünstig, da am Rand des Strahls die Intensität zur Bildung von Plasma nicht ausreicht, das zum Laserbohren durch Verdampfen nötig ist. Stattdessen erwärmt der reduzierte Energieanteil das Material und führt zu Schmelzbädern, die die Qualität der Bohrung reduzieren. Deshalb benötigt man eine möglichst gleichmäßige Intensitätsverteilung über den gesamten Strahldurchmesser. Diffraktive optische Elemente können genau dies leisten, da sie vielfältige Intensitätsverteilungen erzeugen können.
DOEs haben einige Vorteile gegenüber der Strahlformung durch Masken:
- Strahlteile mit zu geringer Intensität werden nicht einfach durch eine Maske ausgeblendet, sondern die Intensität des Strahls wird durch das DOE gleichmäßig verteilt. Dadurch kann die Strahlenergie fast vollständig ausgenutzt werden.
- Der Strahl kann auf Durchmesser fokussiert werden, bei denen mit einer Maske bereits Beugungserscheinungen auftreten würden, die die Strahlqualität reduzieren.
- Das Gesamtsystem kann einfacher gehalten werden, weil das DOE die Aufgaben mehrerer konventioneller optischer Bauelemente übernehmen kann.

Das einfachere Gesamtsystem ist aber gleichzeitig auch ein Nachteil, da die eingesetzten diffraktiven optischen Elemente für einen spezielleren Zweck gefertigt sind als herkömmliche Optiken. Dadurch sind sie teurer und auch nicht so flexibel einsetzbar wie konventionelle Bauteile.

### Hyalische Fenster
Ein hyalisches Fenster ist das durchsichtige Feld auf einem Kunststoffgeldschein. Die Fenster, die für das diffraktive optische Element vorgesehen sind, weisen einen optisch milchigen Film auf. Dieser sichtbare Film ist eine Mikrostruktur, die nur mit einem Laser entschlüsselt werden kann. Es können auch erhabene Zahlen, Buchstaben oder Warenzeichen im hyalischen Fenster auftreten, die aber keinerlei DOE-Funktionen haben.
Mittels dieser Technik ist es möglich, Logos, das Nominal einer Banknote, Warenzeichen usw. in eine Trägerfolie einzuarbeiten. Was bei Papier als Wasserzeichen bekannt wurde, wird hier per Laserstrahl auf eine Fläche projiziert. Die Herstellung eines diffraktiven optischen Elements ist ebenso aufwändig wie ein Wasserzeichen und bisher als sehr fälschungssicher zu betrachten.
Das DOE-Bild kann mit einfachen Hilfsmitteln sichtbar gemacht werden: Mit einem handelsüblichen Laserpointer projiziert man einen Laserstrahl auf eine ebene weiße Wand. In den Laserstrahl hält man den Kunststoffgeldschein so, dass der Strahl durch das milchige hyalische Fenster fällt. Durch leichtes Hin- und Herbewegen sollte ein klares Bild auf der Wand sichtbar werden.

Vietnam

Seit geraumer Zeit wird diese Technik bei Kunststoffgeldscheinen als Sicherheitsmerkmal angewendet. Banknoten folgender Länder besitzen bereits dieses Sicherheitsmerkmal:
- Brunei: Die Banknoten wurden ausgegeben aus Anlass des 58. Geburtstages seiner Majestät Sultan Sir Muda Hassanal Bolkiah. Als DOE ist HB50 bzw. HB100 zu sehen; das HB steht für Hassanal Bolkiah.
  - 50 Brunei-Dollar vom 15. Juli 2004
  - 100 Brunei-Dollar vom 15. Juli 2005
- Vietnam: Als DOE sind Ornamente bzw. VN, was für Việt Nam steht, zu sehen.
  - 50.000 Đồng vom 17. Dezember 2003
  - 100.000 Đồng vom 1. September 2004
  - 500.000 Đồng vom 17. Dezember 2003
- Papua-Neuguinea
  - 100 Kina vom 21. November 2005

### Computer-generierte Hologramme
Computer-generierte Hologramme werden in der Technik zunehmend eingesetzt, um diverse Aufgaben zu erfüllen: Abbildung von Alignmentstrukturen, Herstellung von nichtlinearen Linsen, Formung von Strahlverteilungen (Beamshaper), Logo-Darstellung in der Lasertechnik.

### Fotografie
Diffraktive optische Elemente werden in einzelnen Objektiven (Nikon PF-Objektive und Canon DO-Objektive mit „Mehrfachbeugungsglied“) für Spiegelreflexkameras eingesetzt. Ziel ist die Minimierung chromatischer Aberrationen bei gleichzeitig kompakterer und leichterer Konstruktion der Objektive.
Sie können auch eigenständig als optisches Element eines Objektivs verwendet werden, Beispiele sind Zonenplatte und Photonensieb.